# NGC 5446
NGC 5438 = NGC 5446 ist eine elliptische Galaxie vom Hubble-Typ E-S0 im Sternbild Bärenhüter und 310 Millionen Lichtjahre von der Milchstraße entfernt.
Sie wurde am 19. März 1784 von Wilhelm Herschel mit einem 18,7-Zoll-Spiegelteleskop entdeckt, der sie dabei mit „eF, S, verified with 240 power“ beschrieb. Eine zweite Entdeckung erfolgte, zusammen mit den benachbarten Galaxien NGC 5436 und NGC 5437, am 28. Juni 1883 durch Wilhelm Tempel bei einer einzigen Beobachtung. Diese führte unter NGC 5438 zu einem zweiten Eintrag im Katalog.